# Blur Studio
Blur Studio es una empresa estadounidense de efectos visuales, animación y diseño. Produce la animación de personajes 3D, diseño de movimiento y efectos visuales para películas y televisión, cinemáticas del juego y tráileres, películas de gran formato, basados en la localización de entretenimiento, comerciales y medios de comunicación integrados. La empresa está ubicada en Venice, California.

## Historia
Blur Studio fue fundado en marzo de 1995 por David Stinnett, Tim Miller y Powell Duane. En 2004, Blur fue nominada a su primer premio de la Academia por su cortometraje original, Gopher Broke. Esta es una de las cinco películas originales, que el estudio ha escrito, dirigido y creado a lo largo de unos años, para desarrollar el contenido original y construir una sólida, que se puede ampliar para la producción de largometrajes. Tienen varios proyectos en desarrollo, que abarcan todos los géneros, de ciencia ficción, acción/aventura, fantasía, así como características de la familia. Y además en el desarrollo interno de Blur también ha unido fuerzas con varios directores y escritores talentosos para el desarrollo de largometrajes.
En 2008, Blur Studios colaboro con Fox Corporation y Universal
para desarrollar una
Atracción de Los Simpsons que está localizado en Universal Studios Hollywood e Universal Studios Florida
Recientemente, Blur creó todas las secuencias espaciales de James Cameron en 2009 de la exitosa película Avatar, y produjo los tráileres de Star Wars: The Old Republic y Star Wars: The Force Unleashed II para LucasArts. En el frente comercial, Blur está liderando dos grandes campañas para productos de Toshiba así como nuevas y divertidas galletas Goldfish de Pepperidge Farm. En las películas de gran formato, Blur está trabajando en una experiencia de conducción en 3D en Dubái con la animación de inmersión estereoscópica.
Desarrollaron bajo la supervisión de Microsoft Game Studios y 343 Industries las cinemáticas de Halo Wars (2009), Halo 2 Anniversary (2014) y Halo Wars 2, respectivamente.
En el 2019 desarrolló tres cortometrajes para la serie Love, Death & Robots, la cual fue estrenada por Netflix en marzo de 2019.